# Mialgie
Mialgiile sau durerile musculare pot fi destul de des întâlnite, oricine se poate confrunta cu un astfel de disconfort la nivelul mușchilor. Această durere poate fi simțită oriunde deoarece există țesut muscular în aproape toate părțile corpului. Există numeroase cauze pentru durere musculară, cele mai frecvente fiind suprasolicitarea si traumatismul.

## Cauze
- suprasolicitarea musculară în timpul activității fizice
- tensiune musculară într-una sau mai multe zone ale corpului
- traumatisme la nivel muscular de la suprasolicitare fizică sau exerciții fizice

## Afecțiuni medicale care pot provoca dureri musculare
- Fibromialgia
- Sindromul oboselii cronice
- Sindromul durerii miofasciale
- Infecții

- Hipocalcemie
- Tulburări autoimune (ex: lupus, dermatomiozita, polimiozita)
- Tulburări ale secrețiilor tiroidei (hipotiroidismul sau hipertiroidismul)

## Simptome
- Înroșirea zonei
- Inflamația
- Febra